# 天野陽子
天野 陽子（あまの ようこ、1980年6月27日 - ）は、テレビ新広島 (TSS) の元アナウンサー。

## 来歴
広島県で生まれ、東京都で育つ。東京都立新宿高等学校、日本女子大学文学部卒業。
大学を卒業後、2003年にテレビ新広島に入社。入社後間もなく『カープっ娘TV』を担当し、また2007年3月まで『ひろしま満点ママ!!』の司会を務めていた。2003年6月29日放送の第17回『27時間テレビ』内の企画「FNS女子アナ対抗!家族そろって歌合戦!」では、母・妹・従姉妹たちとミニオーケストラを組んで演奏・優勝し、新入社員ながら局長賞を受賞する。2016年には、バラク・オバマ広島訪問時の中継や広島平和記念式典の中継なども担当。同年4月6日に放送の『めざましテレビ』では、「満開 サクライブ」での尾道市からの生中継で注目を浴びる。現在はテレビ新広島社長秘書。
既婚者であり、2018年4月17日にTSS公式サイト内の自身のブログで出産を報告した。

## 人物
特技はピアノ演奏（クラシック曲が得意）。幼い頃にはバイオリンも習っていた。スポーツはテニス、ゴルフなど。
知的財産管理技能士、博物館学芸員、防災士の資格を持つ。
ロック事情に詳しい。
ヴァイオリニストの天野恵とは従姉妹にあたる。

## 担当番組
- カープっ娘TV（2003年4月21日 - 2004年3月1日）
- ひろしま満点ママ!! - 棚田徹アナとMC（2004年 - 2007年3月30日）、「パシャリ☆旅ガール」担当、金曜「やまとなでしこ旅日和。」島根県ロケリポーター（不定期）
- いきいき福山[8]
- テレビ探検隊ニュース[8]
- 情熱電波！TSS[4]
- tssスーパーニュース[1]
- めざましテレビ - 広島からの中継担当（2007年7月24日 - ）
- めざましテレビ公認 わがまま!気まま!旅気分 - テレビ新広島制作回出演（2007年7月7日・2008年11月29日・2009年4月25日・2010年11月27日）
- 情熱企業 〜新たなる価値の創造〜 - MC
- tss みんなのテレビ - サブキャスター（ - 2018年）
- 鯉に恋するコイトーク（2017年12月3日） - ナレーター
- tssスピークFNN
- 広島発台湾 セレブな旅・エネルギッシュな旅
- しまね大使[要説明]

## 出演映画
- ブレイブ・ストーリー（2006年、ワーナー・ブラザース映画） - 声の出演
- 大奥（2006年、東映） - 奥女中 役（FNS加盟局の女子アナウンサー勢が演じた）
- BADBOYS（2011年、全力エージェンシー） - アナウンサー 役